# 브라베 격자
기하학과 결정학에서 브라베 격자(Bravais lattice)란 주기성과 규칙성과 반복성을 가진 격자다. 각 격자점은 모두 같은 주위환경을 갖고 있어 어느 격자점을 중심으로 보든 똑같은 모양이 나타난다. 각 격자점에 하나 이상의 원자가 대응되어 주기성과 규칙성과 반복성을 가질 때 그것을 결정이라고 한다.
2차원 브라베 격자는 모두 5가지가 있다. 3차원 브라베 격자는 모두 14가지가 있다.

## 역사
프랑스의 오귀스트 브라베(Auguste Bravais)가 1850년에 연구하였다.

## 낮은 차원에서의 브라베 격자
0차원과 1차원에서는 각각 하나의 브라베 격자가 존재한다. 2차원에는 모두 5개의 브라베 격자가 있다. 다음과 같다.
1. 이사정계(oblique)
2. 직방정계(rectangular)
3. 사방정계(rhombic)
4. 육방정계(hexagonal)
5. 정사각정계(square)

## 3차원 브라베 격자
3차원에는 모두 14개의 브라베 격자가 있다. 이들은 7가지의 결정계에 격자점을 추가하여 분류할 수 있다.
lattice centering에는 다음과 같은 종류가 있다.
- 단순(또는 원시) 격자 (Primitive centering, P): 격자점은 각 단위 격자의 꼭짓점에만 위치한다.
- 체심 (Body centered, I): 단위 격자의 중심에 하나의 격자점이 더 있다.
- 면심 (Face centered, F): 단위 격자를 이루는 각 면의 중심에 격자점이 하나씩 더 있다.
- 저심 (A, B or C centering): 마주보는 2개의 면의 중심에만 격자점이 하나씩 더 있다. A축에 수직한 면의 중심에 격자점이 있는경우 A centering 이라 하고, B축에 수직한 면에 있는 경우 B centering 이라고 하고 C축에 수직한 면의 중심에 격자점이 있는경우 C centering이라 한다.

lattice centering에는 위와같이 모두 6개의 종류가 있으므로 7 결정계와 조합하면 모두 42개의 브라베 격자가 된다. 그러나 어떤 격자들은 서로 똑같은 모양을 나타내므로 42개보다 적은 수의 브라베 격자로 가능한 모든 격자를 표현할 수 있다. 예를 들어 단사정계의 체심 격자는 역시 단사정계의 저심 격자로 나타낼 수 있다. 비슷하게 A, B centering은 모두 C centering이나 체심(Body centered)으로 나타낼 수 있으므로 브라베 격자에 A, B centered 격자는 존재하지 않는다. 같은 모양을 갖는 격자를 제외한 브라베 격자는 모두 14가지이다.
| Crystal system | 브라베 격자   | 브라베 격자   | 브라베 격자   | 브라베 격자   |
| -------------- | ------------- | ------------- | ------------- | ------------- |
| 삼사정계       | P             |               |               |               |
| 삼사정계       | 단순 삼사정계 |               |               |               |
| 단사정계       | P             | C             |               |               |
| 단사정계       | 단순 단사정계 | 저심 단사정계 |               |               |
| 사방정계       | P             | C             | I             | F             |
| 사방정계       | 단순 사방정계 | 저심 사방정계 | 체심 사방정계 | 면심 사방정계 |
| 정방정계       | P             | I             |               |               |
| 정방정계       | 단순 정방정계 | 체심 정방정계 |               |               |
| 삼방정계       | P             |               |               |               |
| 삼방정계       | 삼방정계      |               |               |               |
| 육방정계       | P             |               |               |               |
| 육방정계       | 육방정계      |               |               |               |
| 입방정계       | P             | I             | F             |               |
| 입방정계       | 단순 입방정계 | 체심 입방정계 | 면심 입방정계 |               |

단위 격자의 부피는 격자벡터 {\displaystyle {\underline {a}},{\underline {b}}}, and {\displaystyle {\underline {c}}} 로 표현이 가능하다. 각 브라베 격자의 단위 격자 부피는 다음과 같다.
| 삼사정계 | {\displaystyle abc{\sqrt {1-\cos ^{2}\alpha -\cos ^{2}\beta -\cos ^{2}\gamma +2\cos \alpha \cos \beta \cos \gamma }}}   |
| 단사정계 | {\displaystyle abc\sin \beta }                                                                                          |
| 사방정계 | {\displaystyle abc} |
| 정방정계 | {\displaystyle a^{2}c}                                                                                                  |
| 삼방정계 | {\displaystyle a^{3}{\sqrt {1-\cos ^{2}\alpha -\cos ^{2}\beta -\cos ^{2}\gamma +2\cos \alpha \cos \beta \cos \gamma }}} |
| 육방정계 | {\displaystyle {\frac {{\sqrt {3\,}}\,a^{2}c}{2}}}                                                                      |
| 입방정계 | {\displaystyle a^{3}}                                                                                                   |

### 면간 거리
(hkl)군의 인접한 면 사이의 거리인 d의 값은 다음 식을 통해 알 수 있다.
| 삼사정계 | {\displaystyle {\frac {1}{d^{2}}}={\frac {1}{V}}(S_{11}h^{2}+S_{22}k^{2}+S_{33}l^{2}+2S_{12}hk+2S_{23}kl+2S_{13}hl)}                                                              |
| 단사정계 | {\displaystyle {\frac {1}{d^{2}}}={\frac {1}{\sin ^{2}\beta }}({\frac {h^{2}}{a^{2}}}+{\frac {k^{2}\sin ^{2}\beta }{b^{2}}}+{\frac {l^{2}}{c^{2}}}-{\frac {2hl\cos \beta }{ac}})} |
| 사방정계 | {\displaystyle {\frac {1}{d^{2}}}={\frac {h^{2}}{a^{2}}}+{\frac {k^{2}}{b^{2}}}+{\frac {l^{2}}{c^{2}}}}                                                                           |
| 정방정계 | {\displaystyle {\frac {1}{d^{2}}}={\frac {h^{2}+k^{2}}{a^{2}}}+{\frac {l^{2}}{c^{2}}}}                                                                                            |
| 삼방정계 | {\displaystyle {\frac {1}{d^{2}}}={\frac {(h^{2}+k^{2}+l^{)}\sin ^{2}\alpha +2(hk+kl+hl)(\cos ^{2}\alpha -\cos \alpha )}{a^{2}(1-3\cos ^{2}\alpha +2\cos ^{3}\alpha )}}}          |
| 육방정계 | {\displaystyle {\frac {1}{d^{2}}}={\frac {4}{3}}({\frac {h^{2}+hk+k^{2}}{a^{2}}})+{\frac {l^{2}}{c^{2}}}}                                                                         |
| 입방정계 | {\displaystyle {\frac {1}{d^{2}}}={\frac {h^{2}+k^{2}+l^{2}}{a^{2}}}} |

## 같이 보기
- 결정계
- 공간군